# Kara Timurtaş
Kara Timurtaş (... – 1405) è stato un politico e militare turco.
Figlio del celebre militare Kara Ali Beg, si segnala sotto il regno di Murad I.
La sua impresa principale fu la conquista di gran parte della Bulgaria orientale, dopo la quale assunse il titolo di beylerbey di tutti i territori ottomani in Europa, con l'onore di avere un portabandiera recante ben tre code di cavallo, simbolo di coraggio in battaglia.
Riorganizzò le forze militari ottomane, reclutando anche reparti di soldati cristiani.
Fu molto legato al sultano Bayezid I, del quale giustiziò il cugino che si opponeva al potere del sultano.
Partecipò alla battaglia di Nicopoli.
Morì nel 1405, durante le lotte intestine che seguirono la morte del sultano Bayezid I.